# Realitate virtuală

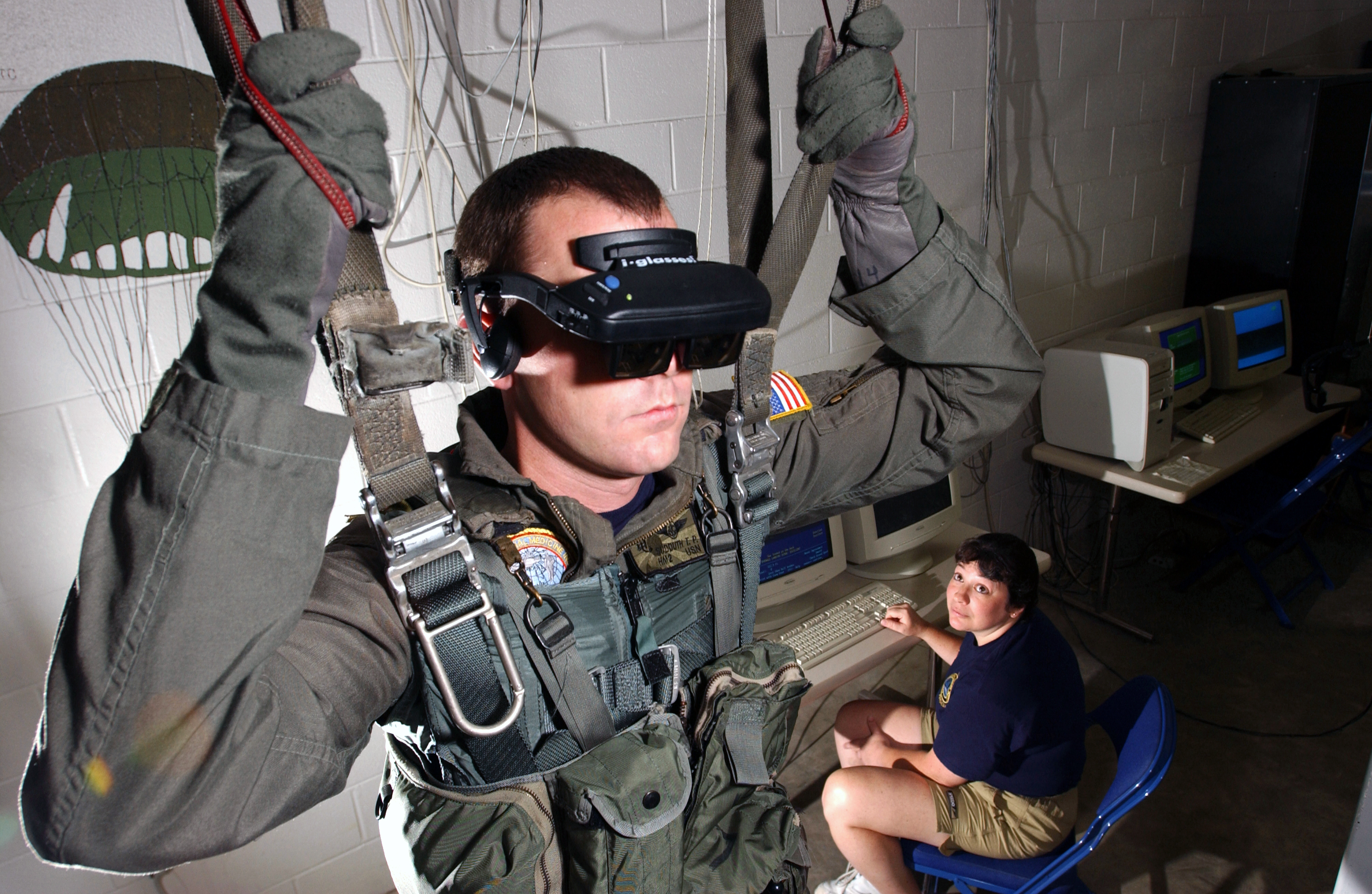
Personal din U.S. Navy folosind un antrenor de parașutism virtual

World Skin (1997), instalația interactivă de realitate virtuală a lui Maurice Benayoun

Realitatea virtuală (expresie provenită din engleză de la virtual reality sau VR) se referă la ambianțe artificiale create pe calculator care oferă o simulare a realității atât de reușită, încât utilizatorul poate căpăta impresia de prezență fizică aproape reală, atât în anumite locuri reale, cât și în locuri imaginare.
Cele mai multe ambianțe sau împrejurimi reprezentate cu metodele VR oferă de obicei o anumită experiență vizuală a unei realități obișnuite, afișată ori pe un ecran de calculator, ori pe afișoare 3D (stereoscopice) speciale. Unele simulări includ însă și informații suplimentare destinate celorlalte simțuri umane, cum ar fi sunete, forțe exercitate asupra corpului utilizatorului percepute prin simțul tactil etc. Unele tehnologii mai avansate oferă și feedback mecanic la anumite mișcări, în special în aplicații medicale precum și la jocurile computerizate, astfel încât „cufundarea” mentală în lumea VR devine aproape atotcuprinzătoare. Alte aplicații oferă nu numai imagini ci și posibilitatea comunicării verbale; astfel ele pot crea chiar și o „teleprezență” sau și o „teleexistență” (desigur virtuale).

## Categorii
Conform lui Michael R. Heim există următoarele genuri de VR:
- simulare
- interacțiune
- artificialitate
- imersiune
- teleprezență
- imersiune totală, cu întreg corpul
- costume de haine electronice, de date.

## Aparate și aplicații
Pentru simularea cât mai realistică a ambianței necesare au fost inventate o serie de aparate speciale multimodale, cum ar fi: 
- mănușa de date cu sau fără fir
- platforme virtuale în care utilizatorul se poate deplasa fizic în orice direcție
- simulatoare pentru antrenarea piloților de avioane atât de călători sau marfă cât și de vânătoare
- platforme pentru jocuri electronice; la acestea mediul virtual poate diferi foarte mult de orice realitate

Realitatea virtuală e deseori legată de aplicații care realizează imersiunea virtuală în medii vizuale 3D de înaltă fidelitate. Astfel de aplicații sunt de exemplu softwareul pentru CAD, hardwareul pentru accelerare grafică a afișării pe ecran, dispozitive montate pe cap (head mounted displays), mănuși electronice pentru baze de date, haine electronice cu diverse proprietăți și altele. Și miniaturizarea tehnologică permanentă a contribuit la popularizarea și răspândirea aplicațiilor VR.
Realizarea tuturor acestora este însă îngreuiată de stadiul tehnologic actual: ar fi necesare procesoare și mai rapide, rezoluții grafice și mai mari, capacități de comunicație și mai înalte decât cele existente, și toate acestea la un preț acceptabil.

## În ficțiune
Numeroase cărți și filme științifico-fantastice prezintă personaje prinse în realitatea virtuală. O primă povestire a fost publicată în 1935, „Pygmalion's Spectacles” de Stanley G. Weinbaum. În această povestire, personajul principal, Dan Burke, întâlnește un profesor spiriduș, Albert Ludwig, care a inventat o pereche de ochelari care emulează "un film care oferă imagine și sunet [...] gust, miros și atingere. [...] Sunteți în poveste, puteți să vorbiți cu umbrele (personajele) și ele răspund, și în loc de a fi pe un ecran, povestea este tot despre tine, iar tu ești în ea. " A urmat romanul Simulacron-3 (1964) (altă denumire Counterfeit World), de Daniel F. Galouye, fiind printre primele opere literare care descriu o realitate virtuală.